# Luanvi
 (septembre 2022).
Le contenu est difficilement compréhensible vu les erreurs de traduction, qui sont peut-être dues à l'utilisation d'un logiciel de traduction automatique.
Luanvi est un fabricant espagnol de vêtements de sport, qui produit actuellement des équipements et des vêtements pour le football, le basket-ball, le handball et le volley-ball. Son siège social est situé dans la ville de Paterna, en Espagne.

## Histoire
Luanvi est créé vers les années 1970, en prenant le nom de ses trois fondateurs (Luis, Antonio et Vicente). Bien qu'en ses débuts s'est centré dans l'industrie de vêtement de sport et équipement sportif, ses majeures ventes se sont trouvés à la réplique de équipement de foot. En 1972, l'entrepreneur Vicente Tarancón est le gérant, et il a focalisé la stratégie commerciale de l'entreprise au secteur sportif, sans abandonner son antérieur marché.
À une augmentation de ventes au pas des ans, spécialement à la Communauté Valencienne et à des zones d'influence, l'entreprise s'est centralisé dans le sport vers les années  1990. Luanvi a commencé à équiper des équipes de foot d'aires proches comme l'Albacete Balompié ou le Pamesa Valence, et en 1993 a réussi faire un pas important en équipant au Valence CF. Ans après a commencé à distribuer les équipements de l'équipe d'Espagne de handball et de plusieurs équipes de futsal.

## Équipementier officiel
L'entreprise a équipé des clubs comme le Valence CF (de 1993 à 2000), Real Saragosse et Villareal CF pendant les  années 1990. A voulu entrer au marché argentin, en habillant aux Newell's Old Boys et le San Lorenzo de Almagro entre en 1999 et 2000, mais il est venu en partant, en résiliant ses contrats et en ayant incomplert partie de ses obligations envers les mentionnés clubs.

### Basket-ball

#### Équipes nationales
- Gibraltar

#### Clubs

##### Europe
- Valencia BC
- CB Valladolid
- Gipuzkoa BC
- Ikaros Chalkida BC
- P.A.O.K.
- All Star Vicenza
- Budućnost Podgorica
- Zabok
- Ostuni Basket-ball (Depuis la saison 2011-2012)[3]
- Torino Basket-ball (Depuis la saison 2011-2012)
- Robur Varese (Depuis la saison 2011-2012)
- Pallacanestro Orzinuovi (Depuis la saison 2011-2012)
- Club Amics del basquet Castelló

Amérique
- Santeros de Aguada
- Leones de Ponce
- Indios de Mayagüez
- Brujos de Guayama
- Caciques de Humacao
- Capitanes de Arecibo
- Atléticos de San Germán
- Vaqueros de Bayamón
- Piratas de Quebradillas
- Cangrejeros de Santurce
- Atenienses de Manatí

### Beach Soccer

#### Clubs

##### Europe
- Viareggio

### Football

#### Équipes nationales
*  Uruguay F (2016)

#### Équipes de clubs

##### Afrique
- O Medea
- Leones Vegetarianos FC
- LPS Tozeur
- AS Vita Club

##### Amérique
- Quilmes (2022)
- San Martín de Tucumán
- Deportes Concepción
- Club Atlético Cerro

#### Europe
- Encamp
- Saldus SS\Leevon – (2019- )
- Panionios F.C. – (2016- )
- Volos N.F.C.
- Futebol Clube Tirsense – (2015- )
- Leixões S.C.
- OFK Dunajská Lužná – (2014- )
- FC ViOn Zlaté Moravce – (2013-2014)
- MFK Lokomotíva Zvolen – (2014- )
- CP Cacereño
- Caudal Deportivo
- UB Conquense
- Ontinyent CF
- Polideportivo Ejido
- Barbate CF
- Real Jaén
- Saltängens BK

#### Anciennes équipes
- FC Andorra
- CF Badalona
- Valencia CF
- Villarreal CF
- Real Zaragoza
- Albacete Balompié
- Montevideo City Torque
- Levante UD
- Granada CF
- CD Tenerife
- Newell's Old Boys
- San Lorenzo de Almagro
- Leixões
- Jeunesse Sportive de Kabylie

### Futsal

#### Clubs
Création de l'association nationale des jeunes de futsal de Burnley, en association également avec panasonic et annsummers.com
- Manchester Futsal Club (Depuis la saison 2010-2011)

##### Europe
- ARCD Mendiga

### Handball

#### Clubs
- Steaua București
- BM Antequera
- BM Huesca
- Indeco Conversano